# Rescue Me (Madonna-Lied)
Rescue Me ist ein Popsong der amerikanischen Popsängerin Madonna. Er wurde im Februar 1991 als zweite Single ihres Greatest-Hits-Albums The Immaculate Collection (1990) veröffentlicht. In Großbritannien wurde das Lied im April 1991 als dritte Single des Albums veröffentlicht.

## Informationen zum Lied
Der Text des Liedes spricht von der Rettung eines Menschen durch die Liebe. In verzweifelten Worten möchte die Sängerin von einer geliebten Person aus ihrer derzeitigen Situation befreit und gerettet werden (Rescue me, it’s hard to believe / I’m drowning, baby, throw out your rope).
Das Lied wurde in Großbritannien erst im April 1991 veröffentlicht, da im Februar desselben Jahres die Remixversion von Crazy for You veröffentlicht wurde. Für die Remixversion von Rescue Me wurden Gesangsausschnitte von True Blue, Open Your Heart, Justify My Love und Vogue genutzt.

## Kommerzieller Erfolg

### Chartplatzierungen
Rescue Me debütierte am 2. März 1991 auf Platz 15 der amerikanischen Billboard Hot 100, was den höchsten Einstieg seit Michael Jacksons Debüt mit Thriller am 11. Februar 1984 auf Platz 20 darstellt.
Mit Platz 9 erreichte Rescue Me seine Höchstposition in den Billboard Hot 100 und wurde ein weiterer Top-Ten-Hit für Madonna in den USA. Rescue Me kam auf Anhieb in den britischen Charts auf Platz 3 mit 134.764 verkauften Einheiten. Ein Video von einem Auftritt des Liedes vier Jahre früher auf der Who’s That Girl Tour wurde genutzt, um die Single zu promoten. Ansonsten wurde Rescue Me für Madonna weltweit ein Toperfolg mit vielen Top-5-Platzierungen.
| ChartsChartplatzierungen       | Höchstplatzierung | Wochen |
| ------------------------------ | ----------------- | ------ |
| Deutschland (GfK)              | 21 (13 Wo.)       | 13     |
| Schweiz (IFPI)                 | 11 (9 Wo.)        | 9      |
| Vereinigte Staaten (Billboard) | 9 (8 Wo.)         | 8      |
| Vereinigtes Königreich (OCC)   | 3 (9 Wo.)         | 9      |

### Auszeichnungen für Musikverkäufe
Am 24. Mai 1991 wurde die Single von der RIAA mit Gold ausgezeichnet.
| Land/Region               | Auszeichnungen für Musikverkäufe (Land/Region, Auszeichnung, Verkäufe) | Verkäufe |
| ------------------------- | ---------------------------------------------------------------------- | -------- |
| Vereinigte Staaten (RIAA) | Gold                                                                   | 500.000  |
| Insgesamt                 | 1× Gold ·                                                              | 500.000  |

Hauptartikel: Madonna (Künstlerin)/Auszeichnungen für Musikverkäufe

## Coverversionen
Im Jahre 2000 nahm Adeva eine Coverversion von Rescue Me auf.